# تالبة (بني مطر)

تعديل مصدري - تعديل

تالبة هي إحدى قرى عزلة جنب بمديرية بني مطر التابعة لمحافظة صنعاء، بلغ تعداد سكانها 212 نسمة حسب تعداد اليمن لعام 2004.